# Frida Jensen
Frida Helene Jensen (født 12. januar 1938 i Hjerm) er en tidligere dansk landsholdspiller i håndbold og var med på det hold som vandt sølv ved verdensmesterskabet 1962 i Rumænien.
Frida Jensen startede håndboldkarrieren i Kolding IF. Hun debuterede på landsholdet 7. december 1958. I alt blev det til 31 landskampe. Hun spillede også en finale i Europacupen for Mesterhold med FIF i 1963 og har været med til at vinde tre DM-titler og to pokalfinaler.

## Danske mesterskaber og pokalturneringer
- 1959: DM  Guld
- 1962: DM  Guld
- 1964: Pokal  Guld
- 1965: Pokal  Guld
- 1966: DM  Guld, Pokal  Sølv